# Onthophagus notiodes
Onthophagus notiodes är en skalbaggsart som beskrevs av M. Alma Solis och Kohlmann 2003. Onthophagus notiodes ingår i släktet Onthophagus och familjen bladhorningar. Inga underarter finns listade i Catalogue of Life.